# أوسكار كون (سياسي)
أوسكار كون هو محامي وسياسي ألماني، ولد في 15 أكتوبر 1869 في Dobrodzień ‏ في بولندا، وتوفي في 31 أكتوبر 1934 في جنيف في سويسرا بسبب سرطان. نشط حزبياً في الحزب الديمقراطي الاجتماعي الألماني. وقد انتخب عضو مجلس الشورى الموحد بروسيا ‏ وانتخب عضو مجلس النواب الألماني للإمبراطورية الألمانية ‏.